# Bülheimer Großmutter

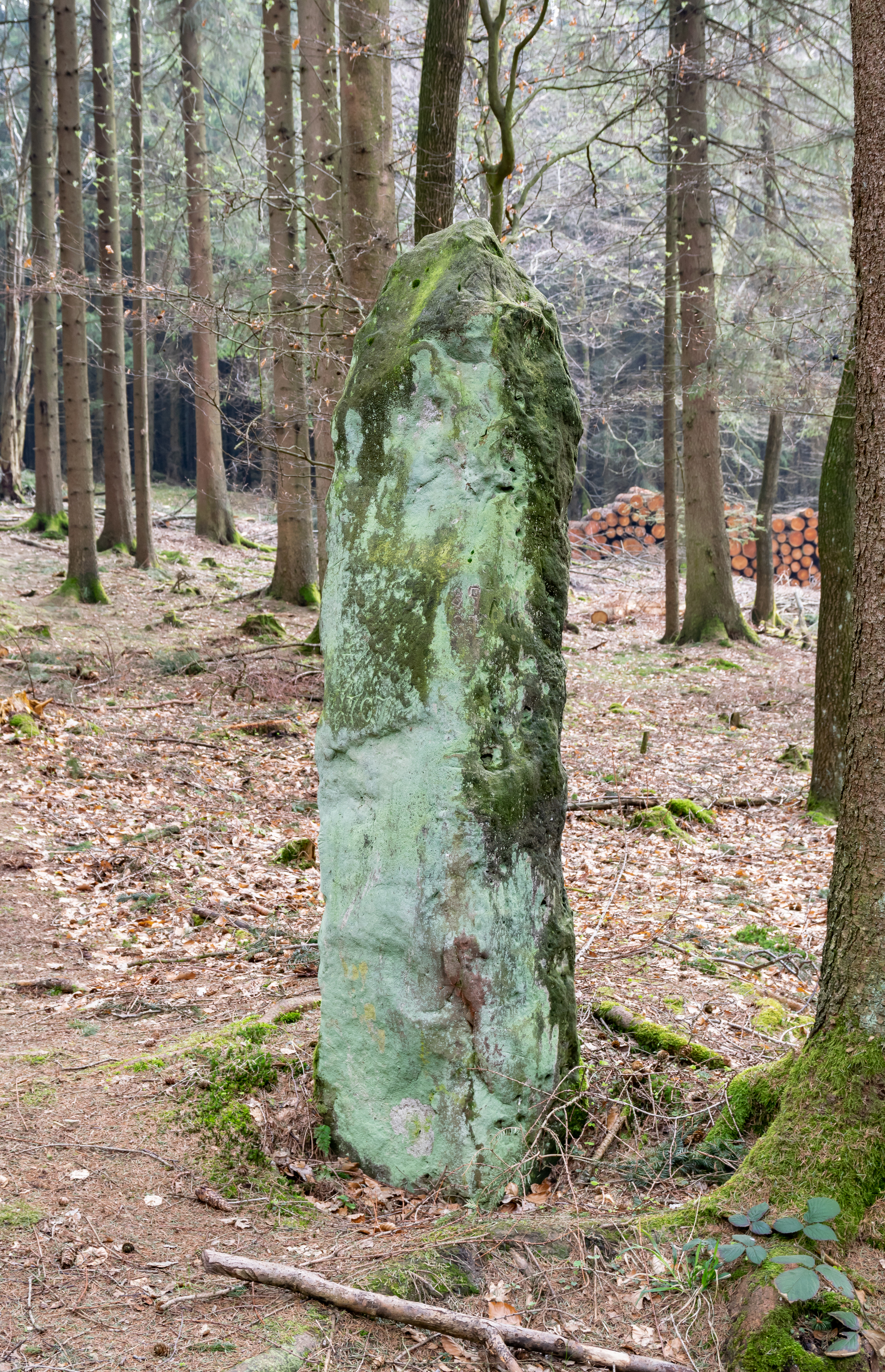
Bülheimer Großmutter

Die Bülheimer Großmutter oder der Menhir von Kleinenberg ist ein Menhir in Kleinenberg, Stadt Lichtenau, Kreis Paderborn. Er steht senkrecht und hat eine Höhe von 2,30 m. Der Sage nach wurde hier eine einsame Großmutter beim Holzsammeln im Wald zu Stein verwandelt. Im Mittelalter wurden in den Stein ein christliches Kreuz und ein Bischofsstab eingemeißelt. 
In der Bülheimer Heide sind einige Gruppen von bronzezeitlichen Grabhügeln bekannt.